# تصفيات كأس آسيا 2023 – الدور الثالث
تقام الجولة الثالثة من تصفيات كأس آسيا 2023 في الفترة من 8 إلى 14 يونيو 2022 في ستة ملاعب مركزية. كان من المقرر أصلاً في 30 مارس 2021 إلى 29 مارس 2022 ، لكن الاتحاد الآسيوي لكرة القدم (AFC) غيّر المواعيد بسبب التأجيلات المتعددة للمباريات المتبقية في الجولة الثانية بسبب COVID- 19 وباء في آسيا .

## نظام البطولة
سيتنافس بالمجمل 24 فريقًا (22 فريقًا تأهلوا من الدور الثاني وفريقان سيتأهلان من الدور التمهيدي ) في الدور الثالث للتنافس على المقاعد الإحدى عشر المتبقية في كأس آسيا 2023. منذ أن تقدمت الصين المستضيفة 2023 إلى الدور الثالث من تصفيات كأس العالم 2022.
ستقسم الفرق إلى ست مجموعات من أربعة فرق للعب مباريات دور واحد في ستة ملاعب مركزية، وسيتأهل متصدرو المجموعات وأفضل خمسة فرق في المركز الثاني إلى كأس آسيا، حيث سينضموز الصين والفرق الأخرى التي تأهلت مباشرة من الدور الثاني.

## المتأهلين
| مجموعة | الوصيف ( أسوء 3 ) | المركز الثالث | المركز الرابع | المركز الخامس ( أفضل 3 ) | الدور التمهيدي |
| ------ | ----------------- | ------------- | ------------- | ------------------------ | -------------- |
| A      | -                 | الفلبين       | المالديف      | -                        | -              |
| B      | الكويت            | الأردن        | نيبال         | -                        | -              |
| C      | -                 | البحرين       | هونغ كونغ     | -                        | كمبوديا        |
| D      | أوزبكستان         | فلسطين        | سنغافورة      | اليمن                    | -              |
| E      | -                 | الهند         | أفغانستان     | بنغلاديش                 | -              |
| F      | طاجيكستان         | قرغيزستان     | منغوليا       | ميانمار                  | -              |
| G      | -                 | ماليزيا       | تايلاند       | -                        | إندونيسيا      |
| H      | -                 | تركمانستان    | سريلانكا      | -                        | -              |

ملاحظات 
1. ↑  لأن قطر تأهلت إلى كأس آسيا كفائزة بالمجموعة في الدور الثاني، تأهل الوصيف الخامس أيضًا إلى الدور الثالث من تصفيات آسيا المؤهلة لكأس العالم وسيتنافس الوصيفون الثلاثة الأسوأ في الجولة الثالثة المؤهل لكأس آسيا 2023.

تم تصنيف الفرق بناءً على نتائجها في الدور الثاني من تصفيات كأس آسيا .
| فرق       |
| --------- |
| كمبوديا   |
| إندونيسيا |

## سحب القرعة
يعتمد التصنيف على تصنيفات FIFA العالمية وقت القرعة في 24 من فبراير 2022 في كوالالمبور. سيتم وضع الفرق من البلدان المضيفة في وعاء منفصل مخصص لمضيفي الاتحادات الأعضاء، على الرغم من أن مواقع المجموعة النهائية ستعكس توزيع السحب الأصلي.
- يحتوي وعاء المضيف على فرق من البلدان المضيفة (ستعكس مواقف المجموعة مواقع سحب القرعة الأصلية).
- يحتوي الوعاء 1 على الفرق المصنفة من 1 إلى 6 (باستثناء أوزبكستان وقيرغيزستان والهند).
- يحتوي الوعاء 2 على الفرق المصنفة 7-12 (باستثناء الكويت).
- يحتوي الوعاء 3 على الفرق المصنفة 13-18 (باستثناء ماليزيا).
- يحتوي الوعاء 4 على الفرق المصنفة 19-24 (باستثناء منغوليا).

سيتم تقسيم الفرق إلى ست مجموعات من أربعة. تحتوي كل مجموعة على فريق واحد من كل وعاء، لكن لا يمكن أن يقع المضيف مع فريق من وعاء التصنيف الذي ينتمي أليه.
| وعاء المضيف | وعاء 1                                         | وعاء 2                                                                                      | وعاء 3                                                                                  | وعاء 4                                                                                |
| --- | ---------------------------------------------- | ------------------------------------------------------------------------------------------- | --------------------------------------------------------------------------------------- | ------------------------------------------------------------------------------------- |
| 1. أوزبكستان (85) (H) 2. قرغيزستان (96) (H) 3. الهند (104) (H) 4. الكويت (143) (H) 5. ماليزيا (154) (H) 6. منغوليا (184) (H) | 1. البحرين (89) 2. الأردن (90) 3. فلسطين (100) | 1. تايلاند (112) 2. طاجيكستان (115) 3. الفلبين (129) 4. تركمانستان (134) 5. هونغ كونغ (148) | 1. أفغانستان (150) 2. اليمن (151) 3. ميانمار (152) 4. المالديف (157) 5. إندونيسيا (160) | 1. سنغافورة (161) 2. نيبال (167) 3. كمبوديا (171) 4. بنغلاديش (186) 5. سريلانكا (204) |

## جدول
في 20 أكتوبر 2021 ، أعلن الاتحاد الآسيوي لكرة القدم أن هذه الجولة ستقام في دولة واحدة وستلعب الجولات الثلاث في 8 و 11 و 14 يونيو 2022، وستكون هناك عملية تقديم طلبات لاستضافة المجموعات الست، سحبت القرعة في فبراير 2022، بناء على تصنيف الفيفا للمنتخبات الذي أصدر في الشهر ذاته.
| الجولة   | موعد الجولة   | الموعد الأصلي |
| -------- | ------------- | ------------- |
| الجولة 1 | 8 يونيو 2022  | 24 مارس 2021  |
| الجولة 2 | 11 يونيو 2022 | 8 يونيو 2021  |
| الجولة 3 | 14 يونيو 2022 | 7 سبتمبر 2021 |

## المجموعات
كسر التعادل

يتم ترتيب الفرق وفقًا للنقاط (3 نقاط للفوز، نقطة واحدة للتعادل، 0 نقطة للخسارة). في حالة التعادل بالنقاط، يتم تطبيق كسر التعادل بالترتيب التالي (المادة 7.3 من اللوائح):
1. النقاط في المباريات وجهاً لوجه بين الفرق المتعادلة ؛
2. فارق الأهداف في المباريات وجهاً لوجه بين الفرق المتعادلة ؛
3. الأهداف المسجلة في المباريات المباشرة بين الفرق المتعادلة ؛
4. إذا تعادل أكثر من فريقين، وبعد تطبيق المعايير من 1 إلى 3، لا تزال مجموعة أصغر من الفرق متعادل، يتم يعاد تطبيق المعايير من السابقة على هذه الأصغر ؛
5. فارق الأهداف في جميع مباريات المجموعة ؛
6. الأهداف المسجلة في جميع مباريات المجموعة ؛
7. ضربات الجزاء الترجيحية في حالة تعادل فريقان فقط والتقيا في الجولة الأخيرة من المجموعة ؛
8. النقاط التأديبية (البطاقة الصفراء = نقطة واحدة، البطاقة الحمراء نتيجة البطاقة الصفراء = 3 نقاط، البطاقة الحمراء المباشرة = 3 نقاط، البطاقة الصفراء تليها البطاقة الحمراء المباشرة = 4 نقاط) ؛
9. سحب القرعة.

### المجموعة A
| م | الفريق     | لعب | ف | ت | خ | أ.له | أ.ع | أ.ف | نقاط | التأهل            |   |          |          |          |          |
| - | ---------- | --- | - | - | - | ---- | --- | --- | ---- | ----------------- | - | -------- | -------- | -------- | -------- |
| 1 | الأردن     | 3   | 3 | 0 | 0 | 6    | 0   | +6  | 9    | تأهل إلى كأس آسيا |   | —        | —        | 14 يونيو | 8 يونيو  |
| 2 | إندونيسيا  | 3   | 2 | 0 | 1 | 9    | 2   | +7  | 6    | تأهل إلى كأس آسيا |   | 11 يونيو | —        | —        | 14 يونيو |
| 3 | الكويت (H) | 3   | 1 | 0 | 2 | 5    | 6   | −1  | 3    |                   |   | —        | 8 يونيو  | —        | —        |
| 4 | نيبال      | 3   | 0 | 0 | 3 | 1    | 13  | −12 | 0    |                   | — | —        | 11 يونيو | —        |          |

### المجموعة B
| م | الفريق      | لعب | ف | ت | خ | أ.له | أ.ع | أ.ف | نقاط | التأهل            |          |          |          |         |         |
| - | ----------- | --- | - | - | - | ---- | --- | --- | ---- | ----------------- | -------- | -------- | -------- | ------- | ------- |
| 1 | فلسطين      | 3   | 3 | 0 | 0 | 10   | 0   | +10 | 9    | تأهل إلى كأس آسيا |          | —        | 14 يونيو | 8 يونيو | —       |
| 2 | الفلبين     | 3   | 1 | 1 | 1 | 1    | 4   | −3  | 4    |                   |          | —        | —        | —       | 8 يونيو |
| 3 | منغوليا (H) | 3   | 1 | 0 | 2 | 2    | 2   | 0   | 3    |                   | —        | 11 يونيو | —        | —       |         |
| 4 | اليمن       | 3   | 0 | 1 | 2 | 0    | 7   | −7  | 1    |                   | 11 يونيو | —        | 14 يونيو | —       |         |

### المجموعة C
| م | الفريق        | لعب | ف | ت | خ | أ.له | أ.ع | أ.ف | نقاط | التأهل            |   |          |          |         |          |
| - | ------------- | --- | - | - | - | ---- | --- | --- | ---- | ----------------- | - | -------- | -------- | ------- | -------- |
| 1 | أوزبكستان (H) | 3   | 3 | 0 | 0 | 9    | 0   | +9  | 9    | تأهل إلى كأس آسيا |   | —        | 14 يونيو | —       | 8 يونيو  |
| 2 | تايلاند       | 3   | 2 | 0 | 1 | 5    | 2   | +3  | 6    | تأهل إلى كأس آسيا |   | —        | —        | 8 يونيو | —        |
| 3 | المالديف      | 3   | 1 | 0 | 2 | 1    | 7   | −6  | 3    |                   |   | 11 يونيو | —        | —       | 14 يونيو |
| 4 | سريلانكا      | 3   | 0 | 0 | 3 | 0    | 6   | −6  | 0    |                   | — | 11 يونيو | —        | —       |          |

### المجموعة D
| م | الفريق    | لعب | ف | ت | خ | أ.له | أ.ع | أ.ف | نقاط | التأهل            |   |          |          |         |          |
| - | --------- | --- | - | - | - | ---- | --- | --- | ---- | ----------------- | - | -------- | -------- | ------- | -------- |
| 1 | الهند (H) | 3   | 3 | 0 | 0 | 8    | 1   | +7  | 9    | تأهل إلى كأس آسيا |   | —        | 14 يونيو | —       | 8 يونيو  |
| 2 | هونغ كونغ | 3   | 2 | 0 | 1 | 5    | 5   | 0   | 6    | تأهل إلى كأس آسيا |   | —        | —        | 8 يونيو | —        |
| 3 | أفغانستان | 3   | 0 | 1 | 2 | 4    | 6   | −2  | 1    |                   |   | 11 يونيو | —        | —       | 14 يونيو |
| 4 | كمبوديا   | 3   | 0 | 1 | 2 | 2    | 7   | −5  | 1    |                   | — | 11 يونيو | —        | —       |          |

### المجموعة E
| م | الفريق      | لعب | ف | ت | خ | أ.له | أ.ع | أ.ف | نقاط | التأهل            |   |          |          |          |          |
| - | ----------- | --- | - | - | - | ---- | --- | --- | ---- | ----------------- | - | -------- | -------- | -------- | -------- |
| 1 | البحرين     | 3   | 3 | 0 | 0 | 5    | 1   | +4  | 9    | تأهل إلى كأس آسيا |   | —        | —        | 14 يونيو | 8 يونيو  |
| 2 | ماليزيا (H) | 3   | 2 | 0 | 1 | 8    | 4   | +4  | 6    | تأهل إلى كأس آسيا |   | 11 يونيو | —        | —        | 14 يونيو |
| 3 | تركمانستان  | 3   | 1 | 0 | 2 | 3    | 5   | −2  | 3    |                   |   | —        | 8 يونيو  | —        | —        |
| 4 | بنغلاديش    | 3   | 0 | 0 | 3 | 2    | 8   | −6  | 0    |                   | — | —        | 11 يونيو | —        |          |

### المجموعة F
| م | الفريق        | لعب | ف | ت | خ | أ.له | أ.ع | أ.ف | نقاط | التأهل            |   |          |          |         |         |
| - | ------------- | --- | - | - | - | ---- | --- | --- | ---- | ----------------- | - | -------- | -------- | ------- | ------- |
| 1 | طاجيكستان     | 3   | 2 | 1 | 0 | 5    | 0   | +5  | 7    | تأهل إلى كأس آسيا |   | —        | —        | —       | 8 يونيو |
| 2 | قرغيزستان (H) | 3   | 2 | 1 | 0 | 4    | 1   | +3  | 7    | تأهل إلى كأس آسيا |   | 14 يونيو | —        | 8 يونيو | —       |
| 3 | سنغافورة      | 3   | 1 | 0 | 2 | 7    | 5   | +2  | 3    |                   |   | 11 يونيو | —        | —       | —       |
| 4 | ميانمار       | 3   | 0 | 0 | 3 | 2    | 12  | −10 | 0    |                   | — | 11 يونيو | 14 يونيو | —       |         |

### ترتيب فرق الوصيف
| م | مج | الفريق    | لعب | ف | ت | خ | أ.له | أ.ع | أ.ف | نقاط | التأهل        |
| - | -- | --------- | --- | - | - | - | ---- | --- | --- | ---- | ------------- |
| 1 | F  | قرغيزستان | 3   | 2 | 1 | 0 | 4    | 1   | +3  | 7    | كأس آسيا 2023 |
| 2 | A  | إندونيسيا | 3   | 2 | 0 | 1 | 9    | 2   | +7  | 6    | كأس آسيا 2023 |
| 3 | E  | ماليزيا   | 3   | 2 | 0 | 1 | 8    | 4   | +4  | 6    | كأس آسيا 2023 |
| 4 | C  | تايلاند   | 3   | 2 | 0 | 1 | 5    | 2   | +3  | 6    | كأس آسيا 2023 |
| 5 | D  | هونغ كونغ | 3   | 2 | 0 | 1 | 5    | 5   | 0   | 6    | كأس آسيا 2023 |
| 6 | B  | الفلبين   | 3   | 1 | 1 | 1 | 1    | 4   | −3  | 4    |               |

## روابط خارجية
- , the-AFC.com